# Aydın Yelken
Aydın Yelken (* 3. Mai 1939 in Istanbul; † 16. August 2022 ebenda) war ein türkischer Fußballspieler. Durch seine langjährigen Tätigkeit für Fenerbahçe Istanbul und Karagümrük SK wird er mit diesen Vereinen assoziiert.

## Spielerkarriere

### Verein
Die Anfänge von Yelkens Fußballspielerkarriere sind nicht ausreichend dokumentiert. Mit dem Vereinsfußball begann er in der Nachwuchsabteilung von Fenerbahçe Istanbul und wurde dann im Sommer 1957 an den Stadtrivalen Verein Karagümrük SK abgegeben. Zum Zeitpunkt seines Wechsels zu Karagümrük existierte in der Türkei keine landesübergreifende Profiliga. Stattdessen existierten in den Ballungszentren wie Istanbul, Ankara und Izmir regionale Ligen, von denen die İstanbul Profesyonel Ligi (dt.: Istanbuler Profiliga) als die renommierteste galt. In dieser Liga spielten u. a. die drei großen Istanbuler Vereine Galatasaray, Fenerbahçe und Beşiktaş. Karagümrük, welches auch zu den angestammten Istanbuler Vereinen gehörte der 2. İstanbul Profesyonel Ligi (dt.: 2. Istanbuler Profiliga) an, der 2. Division des Istanbuler Ligasystems. Yelken spielte mit seiner Mannschaft erst im vorsaisonalen Federasyon Kupası (dt. Verbandspokal) und anschließend in der 2. Istanbuler Liga. Bei diesem Verein hatten sich mehrere Mäzen in den Vorstand wählen lassen und versuchten den Verein neben den drei großen Istanbuler Klubs Beşiktaş, Fenerbahçe und Galatasaray zum vierten großen Klub aufzubauen. Zu diesem Zweck sorgten sie durch Investitionen dafür, dass der Verein im Sommer 1958 von 2. Istanbuler Profiliga in die 1. Istanbuler Profiliga aufstieg. Nach dem Aufstieg wurde erneut in die Mannschaft investiert, so wurde mit Kadri Aytaç der damals gefragteste Offensiv-Allraounder im türkischen Fußball verpflichtet und für diesen Spieler die damalige türkische Rekordablösesumme an Galatasaray gezahlt. Um Aytaç und die weiteren Nationalspieler wie Fahrettin Cansever und Tarık Kutver herum verpflichtete die Vereinsführung auch junge Spieler wie Tamer Kaptan und ein Jahr zuvor bereits Kutver. In der neuen Saison behielt Yelken seinen Stammplatz und bildete zusammen Aytaç und Turhan Bayraktutan ein erfolgreiches Sturmdreigespann. Dank dieser gut aufgestellten Truppe gelang es dem Aufsteiger, sich im oberen Tabellendrittel festzusetzen und lange Zeit um die Meisterschaft mitzuspielen. Zum Saisonende verlor das Team den Anschluss und beendete die Saison auf dem dritten Tabellenplatz. Yelken absolvierte alle 18 Ligaspiele seiner Mannschaft, blieb aber ohne Tor.
Ab Frühjahr 1959 nahm Yelken mit Karamgümrük an der neugegründeten und landesweit ausgelegten Millî Lig (der heutigen Süper Lig) teil. Diese neue Liga löste die bisher vorhandenen regionalen Ligen in den größeren Ballungszentren, wie die İstanbul Profesyonel Ligi, ab. Die erste Spielzeit der Millî Lig wurde von Februar 1959 bis Juni 1959 ausgespielt und endete mit einem Sieg von Fenerbahçe Istanbul. Karagümrük belegte weit abgeschlagen einen mittleren Tabellenplatz. In der zweiten Milli-Lig-Saison belegte die Mannschaft lediglich einen mittleren Tabellenplatz. Zum Saisonende verließ mit Kadri Aytaç ein wichtiger Leistungsträger die Mannschaft. Nach diesem Weggang bildete Yelken zusammen mit Ali Soydan, Tuncay Becedek und Kutver die Offensivabteilung seiner Mannschaft und erzielte selbst vier Ligatore. In der Saison 1960/61 belegte er mit seinem Team einen wichtigen mittleren Tabellenplatz.
Im Sommer 1961 musste Yelken zusammen mit seinen Teamkollegen Tarık Kutver und Zekai Selli seinen anstehenden Militärdienst an und sollte infolgedessen die nächsten 14 Monate bis auf wenige Ausnahmen seiner Mannschaft fehlen. Bis auf wenige und vom Militär genehmigte Ausnahmen bzw. während seines Militärurlaubs, in denen er für türkische A-Nationalmannschaft und Karamgümrük spielte, stand er seiner Mannschaft erst ab Frühjahr 1963 wieder vollständig zur Verfügung. Nach seiner Rückkehr in den Mannschaftskader eroberte er sich schnell einen Stammplatz und konnte trotz seiner drei Tore in acht Ligaspielen nicht verhindern, dass sein abstiegsbedrohter Verein zum Saisonende den Klassenerhalt verfehlte. Nach dem Abstieg erklärten die Verantwortlichen von Karagümrük zwar einschließlich Yelken keinen ihrer Spieler abgegeben zu wollen, jedoch bekundeten mit Fenerbahçe, Galatasaray und Beşiktaş alle drei großen Istanbuler Vereine Interesse am Nationalspieler Yelken. Yelken selbst einigte sich schnell mit Fenerbahçe und wartete anschließend darauf, dass sich die beiden Vereine für den Wechsel einigten.
Mitte Juli 1963 wechselte Yelken schließlich von Karagümrük zu Fenerbahçe und unterschrieb mit seinem neuen Verein einen Zweijahresvertrag. Dieser Wechsel kam zustande, obwohl Beşiktaş Karagümrük eine Ablösesumme von 80.000 Türkische Lira anbot. Bei seinem neuen Verein eroberte er sich auf Anhieb einen Stammplatz und bildete mit den Birol Pekel, Şenol Birol, Ogün Altıparmak, Nedim Doğan, Lefter Küçükandonyadis und Mustafa Güven die Offensive seiner Mannschaft. Mit seinem Verein konnte er 1963/64 die türkische Meisterschaft holen. Dabei war Yelken mit 39 Pflichtspielen zusammen mit Lefter Küçükandonyadis der Spieler mit den meisten Einsätzen seiner Mannschaft. Zudem war er mit 17 Ligatoren der erfolgreichste Torschütze seiner Mannschaft und einer der erfolgreichsten der Erstligasaison. Durch diese Leistungen wurde er als einer der wichtigsten Leistungsträger der gewonnenen Meisterschaft angesehen. In der Spielzeit 1964/65 konnte er erneut mit seinem Team die türkische Meisterschaft holen. Dadurch gelang seinem Team die Titelverteidigung in der Meisterschaft, die erste der Vereinsgeschichte. Nachdem in der Saison 1965/66 die erneute Titelverteidigung in der Meisterschaft verpasst wurde, entschied die Klubführung eine Kaderrevision durchzuführen und setzte neben Spielern wie Şenol Birol, Hüseyin Yazıcı, Özer Kanra, İsmail Kurt auch Yelken auf die Verkaufsliste.
Nachdem Fenerbahçe Yelken im Sommer 1966 auf die Verkaufsliste gesetzt hatte, wechselte dieser gegen eine Ablösesumme von 400.000 Lira zum Ligakonkurrenten Altay Izmir. Auch beim westtürkischen Verein schaffte es Yelken schnell zum Stammspieler und Leistungsträger. Zum Saisonende 1966/67 beendete er mit seinem neuen Klub die Liga auf dem 5. Tabellenplatz und holte zum ersten Mal in der Vereinsgeschichte den Türkischen Pokal.
Im Sommer 1969 verließ er nach drei Jahren Altay und wechselte stattdessen zum Stadtrivalen, zum Zweitligisten Izmirspor. Für diesen Verein spielte er bis zum Sommer 1972 und beendete anschließend seine Karriere.

### Nationalmannschaft
Yelken begann seine Nationalmannschaftskarriere im September 1958 mit einem Einsatz für die türkische U-18-Nationalmannschaft. Nach vier Einsätzen für die türkische U-18 begann er ab 1962 für die türkische U-21-Nationalmannschaft aufzulaufen.
Am 14. Mai 1961 wurde er vom Nationaltrainer Bülent Eken im Rahmen eines Testspiels gegen die rumänische Nationalmannschaft zum ersten Mal für das Aufgebot der türkischen Nationalmannschaft nominiert und gab in dieser Begegnung sein A-Länderspieldebüt.
Zudem absolvierte er zwischen 1959 und 1961 drei Spiele für die türkische B-Nationalmannschaft, der damaligen zweiten Auswahl der türkischen Nationalmannschaft und erzielte ein Tor.

## Erfolge
Mit Karagümrük SK
- Meister der 2. İstanbul Profesyonel Ligi und Aufstieg in die İstanbul Profesyonel Ligi: 1957/58

Mit Fenerbahçe Istanbul
- Türkischer Meister: 1963/64, 1964/65
- Türkischer Pokalfinalist: 1964/65
- Balkanpokalsieger: 1964/65
- Spor-Toto-Pokalsieger: 1964/65

Mit Altay Izmir
- Türkischer Pokalsieger: 1966/67